# James–Lange-érzelemelmélet
William James (1842–1910) 1884-ben publikálta érzelemelméletét, mely szerint az érzelemkeltő helyzetek bizonyos testi válaszokat váltanak ki, és ezeknek a válaszoknak a bennünk kialakuló tudatossága az érzelem érzése.
„…a testi változások közvetlenül következnek az izgató tény észleléséből… és ugyanezeknek a változásoknak a történés közbeni észlelése az érzelem. (James, 1890, 449. o.)"
Az idézet James híres tankönyvéből, a The Principles of Psychologyból (1890) való, amely megerősíti érzelemelméletét, és mely őt szinte egy nap alatt Amerika egyik leghíresebb pszichológusává tette.
1885-ben egy dán fiziológus, Carl Lange Jamestől függetlenül hasonló elméletet publikált, ennek következtében ezt az elméletet James–Lange-féle érzelemelméletnek nevezzük.
Lange változatában az autonóm idegrendszer által létrehozott változásokra helyezte a hangsúlyt – ez az idegrendszernek azon része, amely olyan akaratlan folyamatokat hoz létre, mint a szívritmus, a véredények tágulása és az izzadás.
Bár James is hangsúlyozta az anatóm hatásokat, ő az izmokból, ízületekből és bőrből érkező visszacsatolást sem zárta ki.
Általában úgy véljük, hogy egy inger (például egy telefonhívás, melyben közlik, hogy nyertünk a lottón) valamely érzelmet hoz létre (például örömöt), és az vált ki valamilyen fiziológiai válaszokat (például megnövekedett szívritmust, kiabálást stb.).
Az érzelemelmélet ezt a sorrendet fordította meg, azt állítja, hogy a stimulus először a választ váltja ki, és a válasz tudatossága alapján jön létre az érzelem. Tehát nem azért mosolygunk, mert boldogok vagyunk, hanem boldogok vagyunk, mivel mosolygunk.
James így ír elméletéről:
„A józan ész azt mondja, hogyha szerencsétlenek vagyunk, akkor kesergünk és sírunk; találkozunk egy medvével, akkor megrémülünk, és elfutunk; ha egy ellenfelünk sérteget minket, dühösek vagyunk és visszavágunk. Megvédendő hipotézis ellenben azt mondja, hogy az eseményeknek ez a sorrendje helytelen, azaz az egyik mentális állapotot közvetlenül nem feltétlenül egy másik mentális állapot indukálja, és hogy először a testi manifesztációk lépnek fel, és a racionálisabb érvelés szerint ezért érzünk fájdalmat, csalódottságot, mert sírunk, dühösek vagyunk, mert csapkodunk vagy remegünk, mert bánatosak, dühösek vagyunk, vagy félünk, ahogy azt gondolnánk." (James, 1890, Vol. 2, 449-450. o.)

## Kritikák
1927-ben James egyik volt tanítványa, a harvardi fiziológus Walter Bradford Cannon (1871–1945) több oldalról is, látszólag sikerrel támadta az elméletet. Többek között amellett érvelt, hogy a szimpatikus idegrendszer ingerlése az organizmust „harcolj vagy menekülj” állapotra hangolja fel és bevezette a homeosztázis terminust, a test viszonylagos állandó belső állapotának leírásához.

### A James–Lange-elmélet két, Cannon által felvetett kritikája
- Az első szerint, a belső szervek teljes elkülönülése a központi idegrendszertől nem változtatja meg az érzelmi magatartást. E kritika alátámasztásához Cannon olyan kísérletet végzett, mely kimutatta, hogy miután a kísérleti állatoknál elvágta a belső szervek és az idegrendszer közötti érzékszervi idegeket az érzelmi válaszok azután is megjelentek. Azonban attól, hogy feedbacktől megfosztott állat továbbra is mutatja a düh külső jeleit nem jelenti azt, hogy valóban érez dühöt. Ezen kívül James nem állította, hogy minden érzelem viscerális feedbacktől függ. Szerinte Cannon műtétei nem szüntették meg az izmokból eredő feedbacket, pedig ezek is fontosak.

- Cannon másik ellenvetésében úgy gondolja, hogy az erős érzelmeknek megfelelő mesterséges belső szervi változások létrehozása nem idéz elő érzelmeket. Kísérleteiben a kísérleti személyeknek adrenalint adtak, amely olyan testi változásokat idéz elő, amik általában erős érzelmekhez kapcsolódnak, azonban az érzelmekkel járó fiziológiai változások mesterséges előidézése, nem hozott létre valós érzelmet. Feltételezhetően a Cannon által áttekintett vizsgálatokban az alanyok azért nem éreztek semmilyen különös érzelmet, mert a fiziológiai változásokat semleges környezetben élték át, melyhez nem tudtak semmilyen címkét ragasztani.